# 横浜港ドイツ軍艦爆発事件

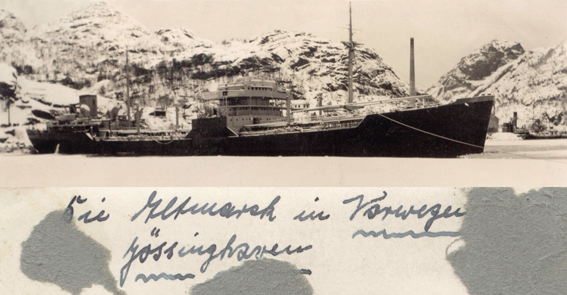
ウッカーマルク号（1940年代前半）

横浜港ドイツ軍艦爆発事件（よこはまこうドイツぐんかんばくはつじけん）は、神奈川県横浜市の横浜港新港埠頭内で、1942年（昭和17年）11月30日に起こったドイツ艦船「ウッカーマルク」の爆発事故。

## 概要
ドイツの高速タンカーである「ウッカーマルク」は、ドイツのキールやドイツ占領下のフランスの軍港から、厳重な大西洋上の連合国軍の海上封鎖線を突破して、1942年以降日本が制海権を握っていたインド洋から、昭南（日本占領下のシンガポール）やペナンなどの日本海軍の基地を経て、横須賀港や横浜港などを結んだ「柳船」のうちの1隻として日本に訪れ、横浜港を拠点に活動していた。
事件の1週間ほど前に、日本軍占領下のインドネシアから大日本帝国陸軍向けの航空ガソリンを横浜港に運び、新港9号岸壁に係留され油槽清掃中の11月30日13時40分頃に爆発を起こした。
爆発により、港湾施設や近くに停泊していた船舶が被害をうけた。
爆発の原因は、大規模な被害により物証となるものが破壊されてしまった上に、戦時中のことであり、現在でも明らかになっていない。そのため、当時からイギリスやソビエト連邦などの敵国（当時日本とソ連は戦争状態にはないが、ドイツとソ連は戦争状態にあった）の工作員による破壊工作など様々な説が唱えられたが、目撃者の証言などから、ウッカーマルクの油槽の清掃作業中の作業員の喫煙との説が有力である。

## 被害

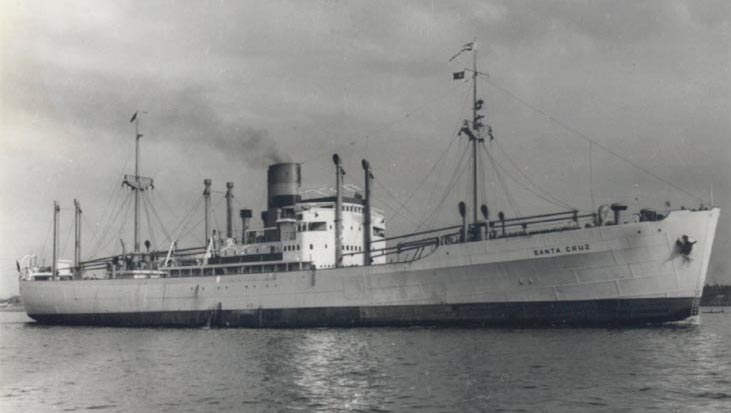
仮装巡洋艦「トール」（「サンタ・クルツ」時代の船影）

この事故により、ドイツ海軍の将兵ら61人、中国人労働者36人、日本人労働者や住人など5人の合計102名が犠牲になり、周辺の住民や労働者、ドイツ海軍艦船を見学に来ていたドイツ大使館員のエルヴィン・ヴィッケルトをはじめ多数の重軽傷者を出した。
また、ウッカーマルクとその近辺に停泊していたドイツ海軍の仮装巡洋艦「トール」、およびトールに拿捕されたオーストラリア船籍の客船「ナンキン」（拿捕後「ロイテン」と改名）、中村汽船所有の海軍徴用船「第三雲海丸」の合計4隻が失われ、横浜港内の設備が甚大な被害を受けた。
犠牲者のうちドイツ海軍将兵ら外国籍者は横浜外国人墓地に埋葬された。なお、事故前後まで横浜港を活動拠点としていた行商人であった、俳優の竹中直人の母方の祖父が、この事故の犠牲者の一人となっている。

## その後
生き残ったドイツ将兵のうち将校クラスの数名は潜水艦で帰国したものの、その他の将兵はその後ドイツの戦局が悪化し、さらに日本の戦局も悪化したために帰国できず、終戦まで箱根町の芦之湯温泉の貸切状態の旅館で暮らし、大戦終結後まもなくGHQによりドイツに送還された。
なお、この事故は港周辺の住民の多数に目撃されたものの、戦時中の同盟国の軍艦の事故のために機密扱いとされ、戦後は大きな話題になることもなくなり長く秘されていた。しかし、横浜税関に残されていた事故の写真フィルム（ガラス乾板）により、神奈川新聞社の取材で事故の概要が明らかになった。
余談であるが、この事故で生き残った将兵が戦時中に箱根に阿字ヶ池と呼ばれる人工の池を作ったことで知られる。